# Boris Schreiber
Boris Schreiber (geb. am 29. Mai 1923 in Berlin, Deutschland; gest. am 11. Februar 2008 in Neuilly-sur-Seine, Frankreich) war ein französischer Schriftsteller.  Seine wichtigsten Werke waren La Rencontre des absents (1963, Prix Combat), La Traversée du dimanche (1987, Prix Sainte-Beuve), Un silence d’environ une demi-heure (1996, Prix Renaudot).

## Biografie
Boris Schreiber wurde am 29. Mai 1923 in Berlin geboren, wo seine Eltern, Wladimir Schreiber und Eugénie Markowitch, als Flüchtlinge der russischen Revolution lebten. Sein Vater arbeitete für die Deutsch-Russische Transport-Aktiengesellschaft (Derutra) und später für ein deutsches Import/Export-Unternehmen – die Familie lebte in Wohlstand. Als sein Vater sechs Jahre später seinen Arbeitsplatz verlor, verließen die Schreibers Berlin und fanden in Antwerpen Unterschlupf, wo sie in größter Armut lebten. Später wurden sie von Eugénies Familie in Riga aufgenommen. 1930 zogen sie nach Paris, wo Boris Schreiber, der von seiner Tante in Riga Französisch gelernt hatte, in verschiedene Institutionen eingeschult wurde.
1937 begann er, sein Leben in einem Tagebuch aufzuzeichnen und versuchte, mit verschiedenen Schriftstellern in Kontakt zu treten (Romain Rolland, Georges Duhamel, Francis Carco). Er hielt sich stets über die neusten Bewegungen in der literarischen Welt auf dem Laufenden und entdeckte Werke von anderen jüdischen Autoren, die aus dem Osten immigriert waren, unter anderem Irène Némirovsky und Jean Malaquais. 1938 empfing ihn André Gide, dem er Auszüge aus seinem Tagebuch und eine Novelle vortrug.
Während der deutschen Besetzung lebte die Familie in Marseille. In dieser Zeit besuchte Boris Schreiber Gide in Cabris, wo er auch Roger Martin du Gard, Henri Thomas und Jean Schlumberger kennenlernte. Nach seinem Gymnasialabschluss schrieb er sich an der juristischen Fakultät an der Universität Aix-Marseille ein (1942–43). Obwohl er von den Behörden in Vichy als russischer Staatenloser ausgewiesen wurde, entkam er den anti-jüdischen Gesetzen, weil unter Konfession „Russisch-Orthodox“ angegeben worden war. Um nicht den Pflichtarbeitsdienst für junge Franzosen antreten zu müssen, arbeitete er 1944 für die deutsche Organisation Todt. Im Vorfeld der Befreiung von Marseille trat er der Widerstandsgruppe Forces françaises de l’intérieur bei und arbeitete für die Zeitung Rouge Midi. Später kehrte er zu seinen Eltern nach Paris zurück, wo er Simone kennenlernte, die er ein paar Jahre später heiratete. 1947 erhielt er die französische Staatsbürgerschaft und schrieb sich an der Universität Paris (Sorbonne) ein, um Literaturwissenschaften und Russisch zu studieren.
In dieser Zeit begann er, seinen ersten Roman zu schreiben, Le Droit d’asile – eine Erzählung von seiner Zeit in Marseille während des Krieges. Der Roman wurde 1957 herausgegeben. Boris Schreiber unterrichtete einige Jahre lang. Dank der finanziellen Unterstützung seiner Eltern konnte er sich dann aber wieder voll und ganz dem Schreiben widmen. Sein Vater hatte in der Zwischenzeit ein erfolgreiches Erdölgeschäft aufgebaut. Schreiber erhielt den Prix Combat für La Rencontre des absents (1963) und gab bei mehreren Verlegern ein Dutzend Romane heraus, die zwar sehr viel Achtung fanden, nie aber das große Publikum erreichten. Für La Traversée du dimanche (1987) erhielt er den Prix Sainte-Beuve.
1968 trennte er sich von Simone, um fortan mit Lucienne zu leben. Aus dieser Trennung entstand 1975 der Roman Le Cratère. Einige Jahre nach dem Tod seines Vaters (1976) reiste er ins Ausland und lebte zeitweise in den Vereinigten Staaten in Long Island (NY). Nach dem Ableben seiner Mutter (1985) begann er mit dem autobiografischen Teil seines Werks und erhielt 1996 den Prix Renaudot für Un silence d’environ une demi-heure. Sein letztes Werk, Faux titre, eine Sammlung von Kurzgeschichten, erschien einige Wochen vor seinem Tod.
Schreiber starb am 11. Februar 2008 im Amerikanischen Krankenhaus Paris.

## Werk
Im Alter von 13 Jahren begann Boris Schreiber, sein Leben in einem Tagebuch aufzuzeichnen. Eine Tätigkeit, der er bis zu seinem Lebensende nachging. Er stellte sich selbst folgendermaßen vor: „Fremder vor dem Krieg, Jude während des Krieges und abgewiesener Schriftsteller nach dem Krieg“. Sei es nun das Zeitalter, der Mann oder sein Werk – auf diese drei Komponenten gründete sein Leid. Seine literarische Arbeit entwickelte sich stets zwischen zwei Polen. Einerseits basierend auf der literarischen Gattung des Romans, auf die er zum ersten Mal 1957 mit Le Droit d’asile zurückgriff und zum letzten Mal 2008 mit Faux titre, andererseits auf autobiografischen Werken, deren Einzigartigkeit auf der Verweigerung, die erste Person Singular zu verwenden, begründet ist: Le Lait de la nuit (1989), Le Tournesol déchiré (1991), Un silence d’environ une demi-heure (1996), Hors-les-murs (1998). Diese beiden Pole fließen ineinander: Leben und Fiktion nähren sich gegenseitig; mittels einer Matrix, dumpf und tief wie sein Tagebuch (bisher unveröffentlicht), und durch die Aufarbeitung der Erinnerungen an die Gesamtheit der Ereignisse und Gefühle eines jüdischen Jugendlichen, die er zu Kriegszeiten nicht hatte niederschreiben können.
Schreiber lebte einzig für die Literatur und musste stets dafür kämpfen: einerseits gegen einen Vater, der seine Leidenschaft mit kritischem Auge betrachtete, andererseits gegen Verlage, deren Abweisungen er als Demütigung empfand. Und dennoch gab ihm sein Vater die Mittel, die ihm erlaubten, sich dem Schreiben zu widmen. Zudem unterstützte ihn seine Mutter bedingungslos, während er sich immer auf Abstand zur literarischen Welt hielt, wo er auch nur wenige Freunde fand (Alain Bosquet, Pierre Drachline…). Obwohl er in seinen Werken die zeitgemäßen Trends ignorierte, lassen sich bei den Fragestellungen und der literarischen Produktion Übereinstimmungen mit mehreren seiner Zeitgenossen finden (Jean Malaquais, Romain Gary, Jean Cayrol…). Einerseits aufgrund der Themen, die ihn beschäftigten (der Krieg, das Judentum...), andererseits aufgrund gewisser formaler Innovationen (komplexe narrative Schemata, unzuverlässiger Erzähler...)
Sich seines Werts bewusst, inszenierte sich Schreiber in seinen Romanen und autobiografischen Werken gerne mal als den verdammten Schreiber, der sich als größenwahnsinniger und menschenfeindlicher Autor darstellt, der nur an seine Werke und das Ansehen, das sie ihm verleihen sollen, denkt. Dieses Bild, das manchmal bis ins Groteske getrieben wird, trägt dazu bei, dass Kritiker und Leser sich von seinen Werken abwenden. Dieser Mann, den die Geschichte hätte auslöschen sollen, der während eines Jahres für diejenigen arbeitete, die sein Volk vernichteten, hat keinen anderen Weg des Überlebens gefunden als die Literatur und die Tätigkeit als Schriftsteller. Eine literarische Arbeit heimgesucht von Erinnerungen an den Krieg, bevölkert mit Figuren, deren Identität verleugnet wird. Daher war seine Arbeit Gegenstand seines Überlebens selbst, besteht aber auch aus Erzählungen des Überlebens, wovon der erste Satz in seinem ersten Roman Le Droit d’asile (1957) zeugt: „Der Tag, an dem ich überlebte, war ein hässlicher Tag.“ Mit diesem Satz unterbrach er sein Schweigen, das gut fünf Jahre angehalten hatte. Ein Schweigen, zu dem der jüdische Jugendliche unter der deutschen Besetzung gezwungen war. Schreibers Arbeiten gehören zu den eindringlichsten seiner Zeit – derer, die es gewagt haben, die dunkelsten Stunden des 20. Jahrhunderts zu Blatt zu bringen.

## Werke von Boris Schreiber
- Le Droit d’asile, Denoël, Paris 1957.
- Les Heures qui restent, Denoël, Paris, 1958.
- La Rencontre des absents, Calmann-Lévy, Paris, 1962. Prix Combat.
- L’Évangile selon Van Horn, Belfond, Paris, 1972.
- Les Premiers jours de Pompéi, Belfond, Paris, 1973.
- L'Oiseau des profondeurs, Luneau Ascot, Paris, 1987. Repris sous le titre de La traversée du dimanche, Fleuve noir, Paris, 1998. Prix Sainte-Beuve.
- Le Cratère, Grasset, Paris, 1975.
- Les Souterrains du soleil, Grasset, Paris, 1977.
- L’Organeau, Jean-Jacques Pauvert, Paris, 1982.
- La Descente au berceau, Luneau Ascot, 1984.
- Le Lait de la nuit, F. Bourin-Julliard, Paris, 1989 (Gallimard, « Folio », Paris, 1991).
- Le Tournesol déchiré, F. Bourin-Julliard, Paris, 1991 (Gallimard, « Folio », Paris, 1993).
- Un silence d’environ une demi-heure, Le Cherche-Midi, Paris, 1996 (Gallimard, « Folio », Paris, 1998). Prix Renaudot.
- Hors-les-murs, Le Cherche Midi, Paris, 1998 (Gallimard, « Folio », Paris, 2000).
- L’Excavatrice, Le Cherche Midi, Paris, 2000 (Gallimard, « Folio », Paris, 2001).
- La Douceur du sang, Le Cherche Midi, Paris, 2003 (Gallimard, « Folio », Paris, 2004).
- La Mille et unième nuit, Sables éditions, Pin-Balma, 2005.
- Faux titre, Le Cherche Midi, Paris, 2008.